# Liste der tschechischen Botschafter in den Vereinigten Staaten
Diese Liste der tschechoslowakischen und tschechischen Botschafter in den Vereinigten Staaten enthält die diplomatischen Vertreter der Tschechoslowakischen bzw. Tschechischen Republik in Washington, D.C. von 1919 bis heute.

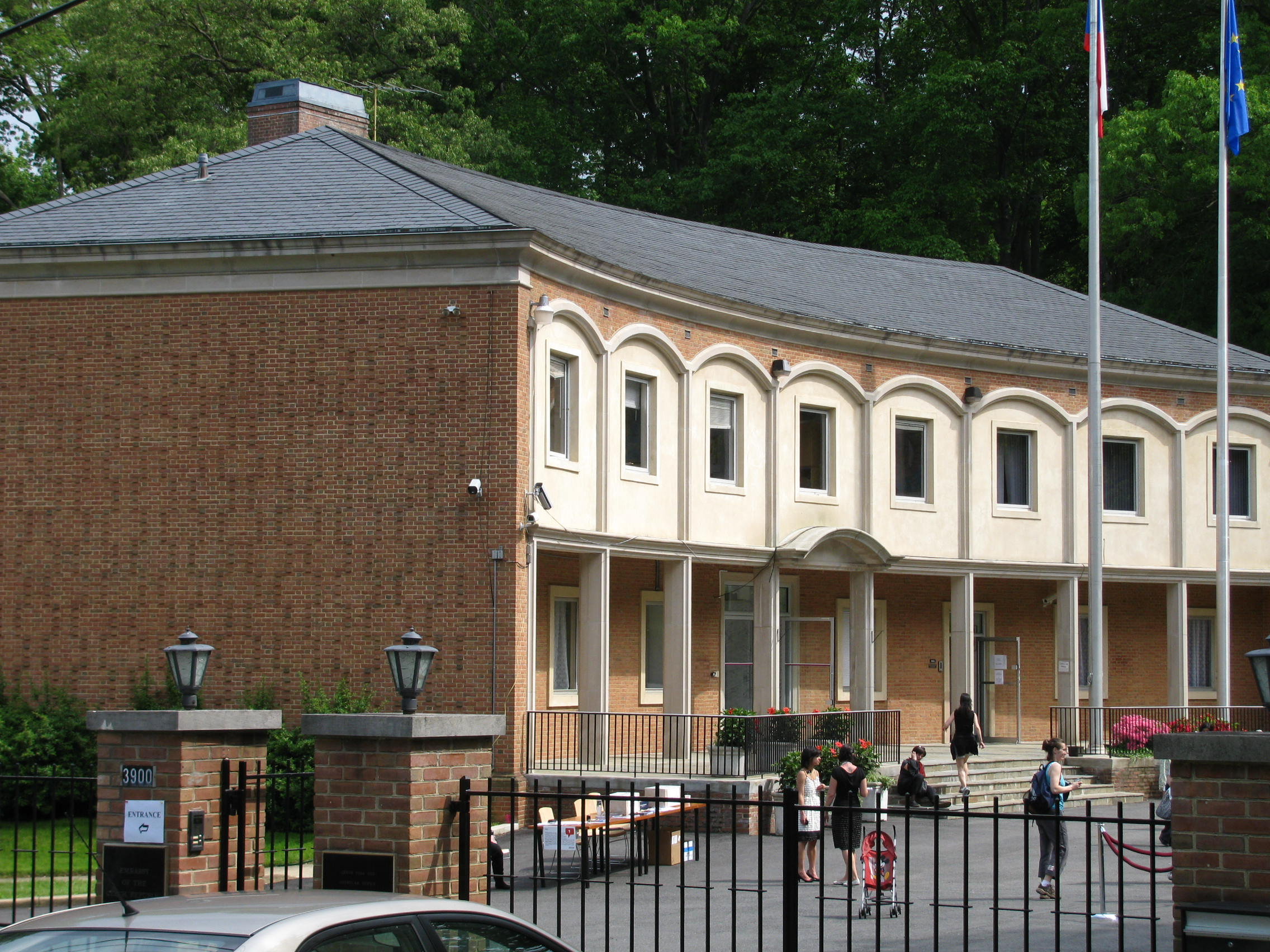
Die Tschechische Botschaft in Washington, D.C.

## Tschechoslowakische Gesandte und Botschafter
- 1919–1920 Jan Masaryk, Chargé d’affaires
- 1920–1921 Karel Halla, Chargé d’affaires
- 1921–1923 Bedřich Štěpánek, Gesandter
- 1923–1925 František Chvalkovský, Gesandter
- 1925–1928 Zdeněk Fierlinger, Gesandter
- 1928–1936 Ferdinand Veverka, Gesandter
- 1936–1943 Vladimír Hurban, Gesandter, ab 1943 Botschafter
- 1946–1948 Juraj Slávik, Botschafter
- 1948–1951 Vladimír Outrata, Botschafter
- 1951–1952 Vladimír Procházka, Botschafter
- 1952–1959 Karel Petrželka, Botschafter
- 1959–1963 Miroslav Růžek, Botschafter
- 1963–1969 Karel Duda, Botschafter
- 1969–1972 Ivan Roháľ-Ilkiv, Botschafter
- 1972–1976 Dušan Spáčil, Botschafter
- 1976–1982 Jaromír Johanes, Botschafter
- 1982–1983 Jaroslav Žantovský, Botschafter
- 1983–1986 Stanislav Suja, Botschafter
- 1986–1990 Miroslav Houštecký, Botschafter
- 1990–1992 Rita Klímová, Botschafterin

## Tschechische Botschafter
- 1992–1997 Michael Žantovský, Botschafter
- 1997–2001 Alexandr Vondra, Botschafter
- 2001–2005 Martin Palouš, Botschafter
- 2005–2011 Petr Kolář, Botschafter
- 2011–2017 Petr Gandalovič, Botschafter
- seit 2017 Hynek Kmoníček, Botschafter